# Labeo maleboensis
Labeo maleboensis és una espècie de peix de la família dels ciprínids i de l'ordre dels cipriniformes que habita a l'Àfrica. Els mascles poden assolir els 7,1 cm de longitud total.